# Ахперка
Ахпе́рка (рос. Ахперка, марій. Нурмучаш) — присілок у складі Гірськомарійського району Марій Ел, Росія. Входить до складу Озеркинського сільського поселення.

## Населення
Населення — 21 особа (2010; 45 у 2002).
Національний склад (станом на 2002 рік):
- марі — 89 %